# Damalis clavigera
Damalis clavigera là một loài ruồi trong họ Asilidae. Damalis clavigera được Bromley miêu tả năm 1942.